# عزیزان (فیلم ۲۰۲۲)
عزیزان (به انگلیسی: Darlings) فیلمی هندی محصول سال ۲۰۲۲ و به کارگردانی جاسمیت کی. رین است. در این فیلم بازیگرانی همچون آلیا بات، شفالی شاه، ویجی وارما، کیران کارمارکار و روشن متیو ایفای نقش کرده‌اند.